# Jaala
Jaala est une ancienne municipalité du sud-est de la Finlande, dans la région de la Vallée de la Kymi.

## Présentation
En janvier 2009, les six municipalités – Kouvola, Kuusankoski, Elimäki, Anjalankoski, Valkeala et Jaala – ont fusionné pour former la nouvelle municipalité de Kouvola.
Depuis la fusion Jaala est devenue le district de Jaala à Kouvola.
L'ancienne commune était peu densément peuplée, s'étendant au nord de la Kymijoki dans un paysage forestier constellé de lacs. Elle compte autour de 2 800 maisons de vacances, quadruplant ainsi sa population en été.
Elle est principalement connue pour abriter l'ancienne usine de traitement du bois et du carton de Verla, classée au patrimoine mondial de l'UNESCO depuis 1996.
Aujourd'hui, Jaala ne compte pour ainsi dire plus d'industrie et dépend majoritairement de l'exploitation de la forêt.
Le centre administratif se situe à tout juste 30 km de Kouvola et 42 du centre d'Heinola.

## Liens externes

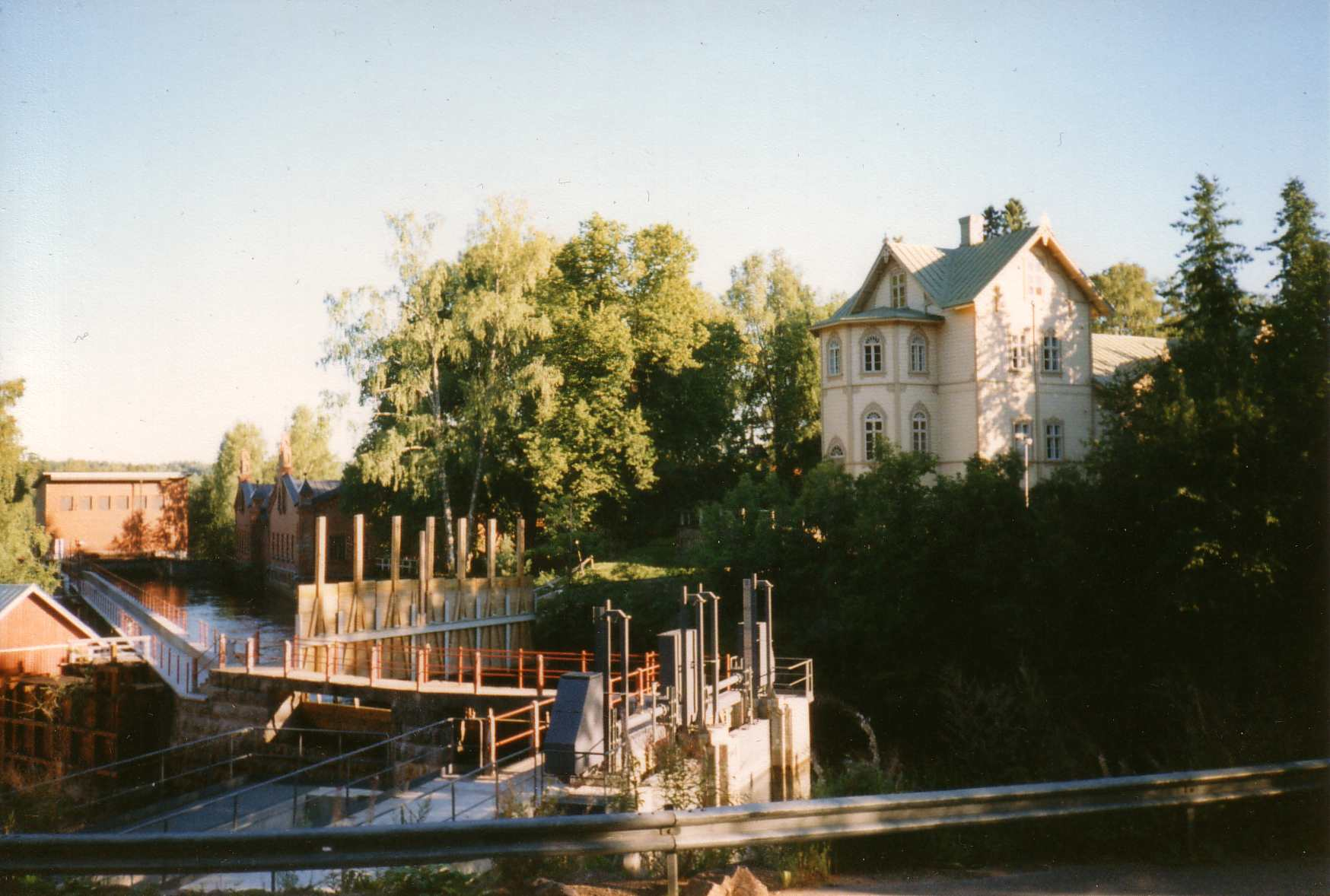
Site de Verla, le canal, les écluses et le manoir